# Knuts tjärn
Knuts tjärn är en sjö i Falu kommun i Dalarna och ingår i Dalälvens huvudavrinningsområde.